# Meant to Live
«Meant to Live» es el primer sencillo de la banda estadounidense de rock alternativo Switchfoot incluido en su cuarto álbum The Beautiful Letdown y en la versión británica de la banda sonora de Spider-Man 2. En abril de 2005, la canción fue certificada oro en los Estados Unidos. El sencillo es generalmente considerado como la canción que ayudó a la banda a lograr más popularidad.

## Antecedentes
Líricamente, fue inspirada por el poema de T. S. Eliot, "The Hollow Men". Acerca de la canción, el cantante/escritor Jon Foreman ha dicho: "Tal vez el niño en la canción soy yo, con la esperanza de que estoy destinado a algo más que discusiones e intentos fallidos de volar. Algo muy dentro de mí anhela lo bello, lo verdadero. Quiero más de lo que me han vendido. Quiero vivir la vida". Según Foreman, también tomó inspiración de "I Still Haven't Found What I'm Looking For", de U2.
El sencillo tiene una referencia a novela de C. S. Lewis Out of the Silent Planet en la letra "Maybe we're bent and broken" ("Tal vez estamos doblados y rotos").
También se refiere a la novela de John Steinbeck De ratones y hombres, en la letra "Dreaming about Providence and whether mice or men have second tries." ("Soñando con la Providencia y si los ratones o los hombres obtienen segundos intentos.")
La canción es muy conocida por su principal riff de guitarra, letras optimista y sonido agresivo pesada en general.

## Vídeo musical
Existen tres vídeos musicales para el sencillo: La primera versión muestra imágenes de la banda tocando la canción en vivo, la segunda es un video conceptual en el que se ve a la banda tocando en el interior de una casa mientras que las paredes y el interior se derrumban lentamente, mostrando un ligero parecido a "Smells Like Teen Spirit" de Nirvana, y en la tercera versión, lanzada exclusivamente en Reino Unido, se mezclan clips de Spider-Man 2.
En las dos primeras versiones se escucha audio mezclado en una clave más alta que la versión del álbum.

## Lista de canciones
UK CD single
1. «Meant to Live» (Album version)
2. «On Fire» (Live)
3. «Beautiful Letdown» (Live)
4. «Meant to Live» (Multimedia Track)

## Posiciones
| Listas (2003)                            | Posición |
| ---------------------------------------- | -------- |
| Australia (ARIA)                         | 52       |
| Listas (2004)                            | Posición |
| Países Bajos (Mega Single Top 100)       | 92       |
| Escocia (Scottish Singles Sales Chart)   | 29       |
| UK Singles (The Official Charts Company) | 29       |
| US Billboard Hot 100                     | 18       |
| US Billboard Modern Rock Tracks          | 5        |
| US Billboard Adult Top 40 Tracks         | 5        |
| US Billboard Top 40 Mainstream           | 6        |
| US Billboard Mainstream Rock Tracks      | 36       |
| US Billboard Pop 100                     | 5        |

## En otras apariciones
- Esta canción aparece en el videojuego Karaoke Revolution Volume 3.
- Esta canción es una adición descargable para el videojuego de música, Rock Band 2.
- Esta canción fue utilizada en la publicidad de la NHL 2011 All-Star Weekend.